# Melanie South
Melanie Jayne South (Kingston upon Thames, 3 maggio 1986) è un'ex tennista britannica.

## Carriera
In carriera ha raggiunto nel singolare la 99ª posizione della classifica WTA, mentre nel doppio ha raggiunto il 120º posto. Nei tornei del Grande Slam ha ottenuto il suo miglior risultato raggiungendo i quarti di finale di doppio misto a Wimbledon nel 2007, in coppia con il connazionale Alex Bogdanović.
In Fed Cup ha disputato un totale di 4 partite, ottenendo 2 vittorie e 2 sconfitte.

## Statistiche

### Risultati in progressione
| Sigla | Risultato               |
| ----- | ----------------------- |
| V     | Vincitore               |
| F     | Finalista               |
| SF    | Semifinalista           |
| O     | Oro olimpico            |
| A     | Argento olimpico        |
| SF    | Bronzo olimpico         |
| QF    | Quarti di Finale        |
| 4T    | Quarto turno            |
| 3T    | Terzo turno             |
| 2T    | Secondo turno           |
| 1T    | Primo turno             |
| RR    | Round Robin             |
| LQ    | Turno di qualificazione |
| A     | Assente                 |
| ND    | Non disputato           |

| Legenda superfici    |
| -------------------- |
| Cemento              |
| Terra battuta        |
| Erba                 |
| Superficie variabile |

#### Singolare nei tornei del Grande Slam
| Torneo          | 2005 | 2006 | 2007 | 2008 | 2009 | 2010 | 2011 | 2012 | 2013 |
| --------------- | ---- | ---- | ---- | ---- | ---- | ---- | ---- | ---- | ---- |
| Australian Open | A    | A    | A    | A    | 1T   | A    | A    | A    | A    |
| Open di Francia | A    | A    | A    | A    | 1T   | A    | A    | A    | A    |
| Wimbledon       | A    | 2T   | 1T   | 1T   | 1T   | 1T   | A    | A    | A    |
| US Open         | A    | A    | A    | A    | A    | A    | A    | A    | A    |

#### Doppio nei tornei del Grande Slam
| Torneo          | 2005 | 2006 | 2007 | 2008 | 2009 | 2010 | 2011 | 2012 | 2013 |
| --------------- | ---- | ---- | ---- | ---- | ---- | ---- | ---- | ---- | ---- |
| Australian Open | A    | A    | A    | A    | A    | A    | A    | A    | A    |
| Open di Francia | A    | A    | A    | A    | A    | A    | A    | A    | A    |
| Wimbledon       | 1T   | 1T   | 1T   | 2T   | 2T   | 1T   | 1T   | 1T   | 1T   |
| US Open         | A    | A    | A    | A    | A    | A    | A    | A    | A    |

#### Doppio misto nei tornei del Grande Slam
| Torneo          | 2005 | 2006 | 2007 | 2008 | 2009 | 2010 | 2011 | 2012 | 2013 |
| --------------- | ---- | ---- | ---- | ---- | ---- | ---- | ---- | ---- | ---- |
| Australian Open | A    | A    | A    | A    | A    | A    | A    | A    | A    |
| Open di Francia | A    | A    | A    | A    | A    | A    | A    | A    | A    |
| Wimbledon       | A    | A    | QF   | 1T   | 1T   | A    | 2T   | 3T   | A    |
| US Open         | A    | A    | A    | A    | A    | A    | A    | A    | A    |